# Hasan Fathi
Hasan Fathi (arab. ‏حسن فتحي‎; ur. 23 marca 1900 w Aleksandrii, zm. 30 listopada 1989 w Kairze) – egipski architekt, zwolennik powrotu do tradycyjnej egipskiej architektury opartej na suszonej cegle, twórca koncepcji „architektury dla ubogich”. Laureat nagrody Right Livelihood.
W 1926 ukończył studia na Uniwersytecie Króla Fuada I (obecnie Uniwersytet Kairski), a następnie przez wiele lat wykładał architekturę na wydziale sztuk pięknych tego uniwersytetu. Pełnił również liczne funkcje rządowe.
Od lat 30. Hasan Fathi projektował budynki z lokalnego materiału (cegła suszona) i zgodnie z egipską tradycją architektoniczną, odrzucając bezkrytyczne naśladowanie zachodnich wzorców. Poszukiwał sposobu projektowania budynków, które umożliwiałyby mieszkańcom ubogich wiosek budowanie własnych domów, dostosowanych do ich potrzeb i niewymagających dodatkowego ogrzewania (domy pasywne).
W 1980 otrzymał nagrodę Right Livelihood – „za idee przedstawione w książce Architektura dla ubogich”. W lutym 2008 w Genewie założono międzynarodowe stowarzyszenie Save the Heritage of Hassan Fathy, którego celem jest zachowywanie i propagowanie spuścizny egipskiego architekta.